# Salto de Bolarque
Salto de Bolarque es un poblado español situado entre los términos municipales de Almonacid de Zorita y Sayatón, en la provincia de Guadalajara, a pies de la presa del embalse de Bolarque. Fue creado en 1910 para dar cobijo a los trabajadores de la central hidroeléctrica de Bolarque.